# Dominik Axtmann
Dominik Axtmann (* 1979 in Karlsruhe) ist ein deutscher Kirchenmusiker und Schriftleiter.

## Biografie

### Ausbildung
Dominik Axtmann begann als Schüler die Ausbildung zum nebenamtlichen Kirchenmusiker und absolvierte die C-Prüfung. Nach dem Abitur studierte er Schulmusik, Kirchenmusik und Orgel an der Hochschule für Musik Karlsruhe. Als Gaststudent besuchte er die Hochschule für Musik und Darstellende Kunst Stuttgart. An der Hochschule für Musik Mainz schloss er sein Aufbaustudium 2007 mit dem A-Examen ab. Er ergänzte seine Studien mit einem Aufenthalt am Conservatoire national de musique Strasbourg.

### Berufstätigkeit
Von 2007 bis 2015 war er Kantor der katholischen Seelsorgeeinheit Karlsruhe West-Nord. Von 2015 bis 2018 wirkte er in der Seelsorgeeinheit Karlsruhe Allerheiligen. Seit 2018 ist er als Nachfolger von Leo Langer Bezirkskantor der Erzdiözese Freiburg und Kantor der Seelsorgeeinheit Bruchsal St. Vinzenz. Seit 2016 ist er Schriftleiter der Fachzeitung Musica sacra. Von 2018 bis 2022 war er 1. Vizepräsident des Allgemeinen Cäcilien-Verbandes für Deutschland.

## Wettbewerbe und Preise
- 2010: 1. Preis, Concours Artistique d’Épinal.
- 2011: Publikumspreis, 4. Internationaler Orgelwettbewerb in Zürich